# جيك هاموند
جيك هاموند (بالإنجليزية: Jake Hammond) هو عداء سريع أسترالي، ولد في 5 ديسمبر 1991.

## وصلات خارجية
- جيك هاموند على موقع الاتحاد الدولي لألعاب القوى (الإنجليزية)
- جيك هاموند على موقع النتائج التاريخية لألعاب القوى الأسترالية (الإنجليزية)
- جيك هاموند على موقع اتحاد ألعاب الكومنولث (مؤرشف) (الإنجليزية)